# Красноармійський район (Краснодарський край)
Красноармійський район — муніципальне утворення в складі Краснодарського краю. Адміністративний центр — станиця Полтавська.
Площа району — 1 899 км². Населення — 103 479 мешканців (2006).

## Історія
Наприкінці грудня 1934 низка районів Кубані зазнали розподіл. Населенні пункти сучасного Красноармійського району ввійшли в такі райони: Івановський район з центром в станиці Староджереліївській (Івановська, Гришковська, Новомишастовська, Старонижестебліївска сільські ради), Красноармійський район з центром в станиці Красноармійська (Красноармійська, Новониколаївська, Староджереліївська, Тиховська, Трудобеліковська, Гривенська, Лебединська сільські ради), Краснодарський район з центром в. Краснодарі (Мар'янська сільська рада).
2 серпня 1953 Івановський район було ліквідовано. Його територія передана Красноармійському району. Але на цьому маленькі адміністративні революції не закінчилися. 1 лютого 1963 Красноармійський район було розформовано. Територія увійшла до складу Слов'янського сільського району. Район знову було створено 30 грудня 1966. Якщо датою заснування району можна вважати 31 грудня 1934, то 30 грудня 1966 відбулося його друге народження. Через утворення в 1978 Калінінського району низка населених пунктів (станиці Новониколаївська, Гривенська, село Гришковське тощо) були передані з Красноармійського до нового району.

## Адміністративно-територіальний поділ
| Назва МУ                                 | Площа (км²) | Населення (тис. осіб) | Центр                         |
| ---------------------------------------- | ----------- | --------------------- | ----------------------------- |
| Івановське сільське поселення            | 195         | 9,295                 | станиця Іванівська            |
| Мар'янське сільське поселення            | 155,29      | 10,221                | станиця Мар'янська            |
| Новомишастовське сільське поселення      | 234,55      | 10,840                | станиця Новомишастовська      |
| Октябрьське сільське поселення           | 239,12      | 9.929                 | селище Октябрьський           |
| Полтавське сільське поселення            | 171,26      | 26,499                | станиця Полтавська            |
| Протичкинське сільське поселення         | 119,25      | 4,010                 | хутір Протичка                |
| Староджереліївське сільське поселення    | 125,54      | 3,066                 | станиця Староджереліївська    |
| Старонижестебліївське сільське поселення | 262,83      | 12,400                | станиця Старонижестебліївська |
| Трудобеліковське сільське поселення      | 147,80      | 12,624                | хутір Трудобеліковський       |
| Чебургольське сільське поселення         | 148,60      | 4,800                 | станиця Чебургольська         |